# Paradismonarker
Paradismonarker (Terpsiphone) är ett släkte med fåglar i familjen monarker inom ordningen tättingar. Släktet omfattar 15 arter med vid utbredning i Afrika söder om Sahara (inklusive Madagaskar och södra Arabiska halvön, på öar i västra Indiska oceanen och i Asien från Indien till sydöstra Sibirien i norr och Talaudöarna samt Sumatra i söder:
- Filippinparadismonark (T. cinnamomea)
- Blå paradismonark (T. cyanescens)
- Tenggaraparadismonark (T. floris)
- Orientparadismonark (T. affinis)
- Amurparadismonark (T. incei)
- Japansk paradismonark (T. atrocaudata)
- Maskarenparadismonark (T. bourbonnensis)
- Indisk paradismonark (T. paradisi)
- Sãotoméparadismonark (T. atrochalybeia)
- Madagaskarparadismonark (T. mutata)
- Seychellparadismonark (T. corvina)
- Rostbukig paradismonark (T. rufiventer)
- Gabonparadismonark (T. rufocinerea)
- Afrikansk paradismonark (T. viridis)
- Grå paradismonark (T. bedfordi)
- Kongoparadismonark (T. batesi)